# 切爾沃納佐里亞 (巴文科伏區)
48°52′52″N 36°50′36″E / 48.88111°N 36.84333°E
切爾沃納-佐里亞（烏克蘭語：Червона Зоря）是位於烏克蘭東部的村莊，由哈爾科夫州伊久姆區的巴爾溫科韋市鎮負責管轄。該村始建於1923年，面積0.26平方公里，海拔高度157米，2001年人口170，人口密度每平方公里646.4人。